# Reprezentacja Szkocji w koszykówce mężczyzn
Reprezentacja Szkocji w koszykówce mężczyzn - drużyna, która reprezentuje Szkocję w koszykówce mężczyzn. Za jej funkcjonowanie odpowiedzialny jest Szkocji Związek Koszykówki (SBA). Nigdy nie udało jej się zakwalifikować do Mistrzostw Świata i Igrzysk Olimpijskich. Dwa razy pojawiła się na Mistrzostwach Europy. Aktualnie należy do dywizji C.